# 清涼洞摩崖造像
清涼洞摩崖造像位於四川省瀘州市敘永縣馬嶺鎮，文物遺址年代判定為明。2002年12月27日公佈為四川省第六批省級文物保護單位。2013年3月5日列為第七批全國重點文物保護單位。